# Khawarnak
Al-Khawarnak és un llogaret de l'Iraq a 1 km a l'est de Najaf. El rei làkhmida al-Numan (Nuˁmān I ibn Imru' al-Qays "al-Aˁwar" 403-431) hi va construir un palau pel rei sassànida. Era considerada una de les 30 meravelles del món junt amb el veí castell de Sadir (potser Ukhaydir). L'arquitecte grec que el va construir, Sinimmar, fou executat pel rei. El palau reconvertit a fortalesa fou utilitzat en temps dels abbàssides. Estava en ruïnes al segle xiv. El seu nom voldria dir "Bell sostre" derivat d'huwarma o "Lloc de banquets" derivat de khawarnar).